# روبوت كوميونيكاشن
روبوت كوميونيكاشن (باليابانية: 株式会社ロボット) هي شركة إنتاج يابانية واستوديو مؤثرات بصرية تأسست في 3 يونيو 1986، ومقرها في طوكيو. فازت بجائزة الأوسكار لعام 2008 لأفضل فيلم رسوم متحركة قصير عن فيلم لا ميزون أون بيتيتس كيوبز.